# Harding-Birch Lakes
Harding-Birch Lakes ist ein census-designated place (CDP) im Fairbanks North Star Borough in Alaska in den Vereinigten Staaten. Das U.S. Census Bureau hatte bei der Volkszählung 2020 eine Einwohnerzahl von 253 ermittelt.

## Geographie
Harding-Birch Lakes befindet sich im Alaska Interior 60 km südöstlich von Fairbanks sowie 70 km nordwestlich von Delta Junction. Das CDP liegt fast vollständig auf der rechten östlichen Uferseite des Tanana River. Es liegt im äußersten Süden des Fairbanks North Star Borough. Es hat eine Längsausdehnung in WNW-OSO-Richtung von 39 km sowie eine maximale Breite von 22 km. Der Richardson Highway (Alaska Route 2) von Delta Junction nach Fairbanks durchquert das CDP-Gebiet. Unweit der Nordgrenze des CDPs fließt der Salcha River zum Tanana River. Das Harding-Birch Lakes CDP grenzt im Norden an das Salcha CDP. Am Richardson Highway befinden sich die beiden namengebenden Seen, der 3,26 km² große Birch Lake im Süden und der 9,1 km² große Harding Lake im Nordwesten. Das Gebiet ist hauptsächlich entlang dem West-, Südwest- und Ostufer des Harding Lake besiedelt.
Am Nordufer des Harding Lake befindet sich der Rastplatz „Harding Lake State Recreation Area“.

## Geschichte
Beim Zensus 1980 erschien „Harding Lake“ erstmals als census-designated place mit einer Einwohnerzahl von 38. Dieses lag am namengebenden See Harding Lake im Nordwesten des heutigen „Harding-Birch Lakes“ CDP. Das Harding Lake CDP erschien im folgenden Zensus 1990 mit 27 Einwohnern. Zum Zensus 2000 wurde das CDP-Gebiet stark nach Süden erweitert, wo sich der Birch Lake befindet, und das CDP entsprechend in „Harding-Birch Lakes“ CDP umbenannt. 

## Demografie
Zum Zeitpunkt der Volkszählung im Jahre 2020 (U.S. Census 2020) hatte Harding-Birch Lakes 253 Einwohner auf einer Landfläche von 554,65 km². Von den Einwohnern waren 221 Weiße, 2 Afroamerikaner, 6 amerikanisch-indianischer Abstammung sowie 3 Asiaten. Beim Zensus 2000 wurden 216 Einwohner gezählt, beim Zensus 2010 waren es 299.